# Luís do Rego de Barros
Luís do Rego de Barros (? - ?) filho de Francisco do Rego Barros (Salinas), foi um administrador colonial português, governou o Grão-Pará de 22 de junho de 1633 a novembro de 1636.